# Harry Golombek
Harry Golombek (Londra, 1º marzo 1911 – Chalfont St. Giles, 7 gennaio 1995) è stato uno scacchista e giornalista britannico.

## Biografia
Vinse tre volte il Campionato britannico di scacchi (1947, 1949 e 1955). La FIDE lo nominò nel 1985 Grande Maestro Honoris Causa.
Arbitro Internazionale, ha diretto sei match per il titolo mondiale: nel 1954, 1957, 1958, 1960, 1961 e 1963. Ha arbitrato anche il torneo dei candidati del 1959 in Jugoslavia (vinto da Michail Tal') e il match Petrosyan-Hübner del 1971 a Siviglia, valido per la selezione al titolo mondiale.
Fece parte nove volte della rappresentativa inglese alle olimpiadi degli scacchi dal 1935 al 1962.
Altri buoni risultati furono i seguenti:
- 1938:  2º-3º nel Campionato britannico
- 1939:  2º a Montevideo dopo Aleksandr Alechin
- 1953:  1º-2º a Bognor Regis
- 1954:  1º-4º al torneo di Hastings 1953-54
- 1959:  2º nel campionato britannico

Nel 1939 Golombek stava partecipando alle olimpiadi di Buenos Aires con C. H. O'D. Alexander e Stuart Milner-Barry quando iniziò la seconda guerra mondiale. Ritornarono subito in Inghilterra e furono assegnati al centro di Bletchley Park per la decodifica del Codice Enigma. Il codice fu decodificato con successo e questo permise l'intercettazione di numerosi importanti messaggi tedeschi.
Golombek fu editore del British Chess Magazine dal 1938 al 1940 e poi negli anni '60 e '70. Curò la rubrica scacchistica del Times di Londra dal 1945 al 1989. 
Scrisse numerosi libri di scacchi, tra cui la Golombek's Encyclopedia of Chess (con William Hartston) nel 1977 (ed. Batsford/Crown), poi pubblicata nel 1981 dalla "Penguin Books" col titolo The Penguin Encyclopedia of Chess. Nel 1976 pubblicò A History of Chess (ed. Routledge & Kegan).
Tradusse numerosi libri, tra cui The Art of the Middle Game di Keres e Kotov.
Nel 1966 gli fu conferita l'onorificenza di OBE (Ordine dell'Impero Britannico), il primo a ricevere questo titolo per meriti scacchistici.